# Jonathan Fonkel
Jonathan Gianni Fonkel (Paramaribo, 15 april 2005) is een Surinaamse voetballer die als doelman speelt voor SV Robinhood. Fonkel debuteerde in 2023 in het Surinaams voetbalelftal onder 20. Fonkel zit ook regelmatig bij de selectie van het eerste elftal van Suriname, maar debuteerde nog niet